# 藤井文彦
藤井 文彦（ふじい ふみひこ、1976年- ）は、日本のインテリアデザイナー。
商業空間を中心とした空間デザインを行なうデザイナーである。インテリアデザインを中心に、建築デザインからプロダクトデザインまで幅広く手掛ける。
カフェやレストランなどの飲食店やホテルや旅館などの宿泊施設、その他アパレルショップなどの物販店やオフィスなど、様々な分野の空間デザイン設計を行なっている。

## 経歴
- 1976　神奈川県生まれ。
- 2001　法政大学大学院修士課程渡辺真理研究室修了
- 2001-2005　内装設計会社、デザイン事務所で勤務
- 2006-2010　株式会社ワイス・ワイスのインテリアデザイナーとして勤務
- 2010　株式会社ファン設立
- 2011-　バンタンデザイン研究所インテリアデザイン科兼任講師

## 主な作品
- 八彩懐石 長峰（銀座、2006年）
- FISHCAKE＆DELI / フィッシュケーキ&デリ（横浜ららぽーと、2007年）
- WISE・WISE tools / ワイス・ワイス トゥールス（東京ミッドタウン、2007年）
- allys etoile / アリーズエトワール（青山、2009年）
- HART CAFE / ハートカフェ（八千代台、2009年）
- BAR chikappa / バールちかっぱ（銀座、2010年）
- Ponte Catal / ポンテカタール（たまプラーザ、2010年）
- BUTTERFLY CA PHE / バタフライカフェ（代々木上原、2011年）
- Vittoria / 無国籍ダイニング　ヴィットリア（柏、2011年）
- Bistro Le MAN / ビストロ　ル・マン（表参道、2011年）
- ウミガメ食堂（横浜センター南、2011年）
- LATTEST / ラテスト（表参道、2012年）
- Vineria LUNA LUCE / ヴィーネリア　ルーナルーチェ（三田、2012年）
- vent sud / ヴァンシュ（大和、2012年）
- きずな整体院 （所沢、2012年）
- 孝虎（鎌倉、2012年）
- casual resort dining SERENA / カジュアルリゾートダイニング　セリーナ（成田、2012年）
- JUPPY / ジュッピー（六本木、2013年）
- Turret Coffee / ターレットコーヒー（築地、2013年）
- Ramen Dining KISHIN / ラーメンダイニング喜神（ベトナム、2013年）
- 麻布野菜菓子（麻布十番、2014年）
- Culfe / カルフェ　TSUTAYAすみや静岡本店（静岡、2014年）
- Booth  Net Cafe ＆ Capsule / ブース　新宿（新宿、2015年）
- BIRKENSTOCK / ビルケンシュトック　アミュプラザ大分（大分、2015年）
- LOBROS×YOCCO'S RICO TABLE / リコテーブル　ららぽーと海老名（海老名、2015年）
- 青森りんごキッチン/ 星野リゾート奥入瀬渓流ホテル（青森、2016年）
- 仙台パルコ2 / 1Fレストランフロア環境（仙台、2016年）
- THE BODY RIDE/ ザ ボディライド（六本木、2016年）
- THE BODY RIDE ＃GETOVER/ ザ ボディライド＃ゲットオーバー（六本木、2016年）
- ALTS BANDAI Ski Resorts/ 星野リゾートアルツ磐梯スキー場（福島、2017年）
- 月の山（代々木、2018年）
- JEANASIS / ジーナシス（アダストリア、2018年）
- 八百万ダイニング/ つえたて温泉ひぜんや（熊本、2018年）
- USHIDOKI TOKYO/ ウシドキ トウキョウ（表参道、2018年）
- 志村電機珈琲焙煎所（練馬、2018年）
- INFLUX（御成門、2019年）
- Relife（横浜、2019年）
- Sonore/ 星野リゾート奥入瀬渓流ホテル（青森、2019年）
- 麻布野菜菓子 G-SIX店（銀座、2022年）
- 佐野産婦人科医院（市川、2022年）
- 麻布野菜菓子 G-SIX店（銀座、2022年）
- EASE IPPEKI（伊東、2023年）
- BRILL ニュウマン新宿（新宿、2023年）
- Curensology 青山（青山、2023年）
- OMO５函館 by 星野リゾート（函館、2024年）
- Curensology 博多（博多、2025年）
- CANTINA（逗子、2025年）